# Zeria celeripes
Espèce
Synonymes
- Solpuga celeripes Hirst, 1911

Zeria celeripes est une espèce de solifuges de la famille des Solpugidae.

## Distribution
Cette espèce se rencontre au Zimbabwe et en Afrique du Sud.

## Description
Le mâle holotype mesure 11 mm.

## Publication originale
- Hirst, 1911  : On a collection of Arachnida and Chilopoda made by Mr S.A. Neave in Rhodesia, North of the Zambesi. Memoirs of the Literary and Philosophical Society of Manchester, vol. 56, no 1, p. 1-11 (texte intégral).